# Corrugator (Kunststoffverarbeitung)
Ein Corrugator (engl.: corrugated, dt.: gewellt) ist eine Maschine, die hauptsächlich zur Herstellung von gewelltem Kunststoffrohr Anwendung findet. Auf Corrugatoren können auch andere ähnliche Endlosprodukte produziert werden, z. B. Verbindungselemente für Rohre. Das Verfahren wird dem Blasformen zugeordnet.

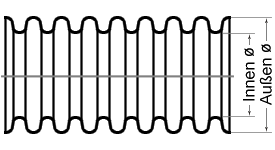
Durchmesser einer parallelen Ausformung

Die Hauptbestandteile dieser Maschinen sind:

## Spritzkopf
Der Spritzkopf, auch Düse genannt, formt den Schmelzestrom aus dem Extruder zu einem Schlauch um und ist hauptsächlich für die Genauigkeit der Wanddicken verantwortlich. Die Wanddicke lässt sich über den Düsenspalt einstellen. Durch den Spritzkopf verläuft die Energieversorgung (Wasser, Vakuum, Luft) für den Kühldorn sowie die Zuleitung der Formluft.

## Kühldorn
Zur Herstellung von doppelwandigem Wellrohr mit glatter Innenhaut ist ein Kühldorn erforderlich. Da der Kühldorn die Wärme der Innenhaut ableiten und gleichzeitig kalibrieren soll, wird dieser meist aus Aluminium gefertigt und von gekühltem Wasser durchströmt. Bei Wellrohren, die größer sind als 200 mm, wird zusätzlich Vakuum auf die Innenhaut angelegt. Bei entsprechend kleineren Nennweiten erfolgt der Anpressdruck nur durch die Formluft.

## Formbacken
Die Formbacken stellen die Negativform des Wellrohres dar. Über die Formbacken wird dem Kunststoff ein Großteil der Wärmeenergie entzogen. Die Formbacken müssen die Wärme gut ableiten können und sollen auch nicht zu schwer sein. Je nach Hersteller sind diese entweder flüssig gekühlt oder luftgekühlt. Deswegen findet hier meist Aluminium seine Anwendung. Nur bei kleineren und älteren Modellen werden die Formbacken noch aus Stahl hergestellt.

## Vakuumabsaugung
Bei modernen Anlagen wird der Kunststoffschlauch über Vakuum in die Formbacken bzw. an den Kühldorn gesaugt. Der Einsatz von Vakuum verhindert ein „Verblasen“ der Außenhaut. Größere Rohrdurchmesser können nur unter Zuhilfenahme einer Vakuumabsaugung hergestellt werden.

## Formluft
Die Formluft strömt bei einfachem Wellrohr hinter dem Kunststoffschlauch aus der Düse und erzeugt dort einen Überdruck, der die Schmelze in den Formbacken drückt. Damit die Formluft nicht durch das Rohr entweichen kann, wird hier ein Dichtdorn verwendet, der über eine Stange mit der Düse verbunden ist und sich im Auslauf des Corrugators befindet.
Bei doppelwandigem Wellrohr strömt die Formluft zwischen der Außendüse und der Innendüse aus. Somit wird die Außenhaut in die Formbacken gedrückt, während die Innenhaut gegen den Kühldorn gepresst wird.